# 安藤初太郎
安藤 初太郎（あんどう はつたろう、1876年 - ?）は、明治時代の人力車夫。長距離走の大会に出場して優勝した。

## 来歴
茨城県出身。1900年に上京。
1901年11月9日、時事新報の主催により東京上野でおこなわれた、不忍池を周回する午前4時から午後4時までの12時間長距離競走会に出場し、71周余り距離にしておよそ105kmを走って一等となった。
安藤自身は、この時の無理がたたって健康を害したとも伝えられている。
安藤が一等となったことは、その後の長距離競争競技から、走ることが職業と目された者をアマチュアリズムの観点から排除していく契機となり、1920年におこなわれたマラソンの1920年アントワープオリンピック予選会では、車夫のほか、郵便配達夫、牛乳配達夫、新聞配達夫、魚売りなどが失格となり、6位で走った大学生が繰り上げ1位となった。